# یواس‌اس ابستراکتر (ای‌سی‌ام-۷)
یواس‌اس ابستراکتر (ای‌سی‌ام-۷) (به انگلیسی: USS Obstructor (ACM-7)) یک کشتی بود که طول آن ۱۸۸ فوت ۲ اینچ (۵۷٫۳۵ متر) بود. این کشتی در سال ۱۹۴۲ ساخته شد.